# Polybios

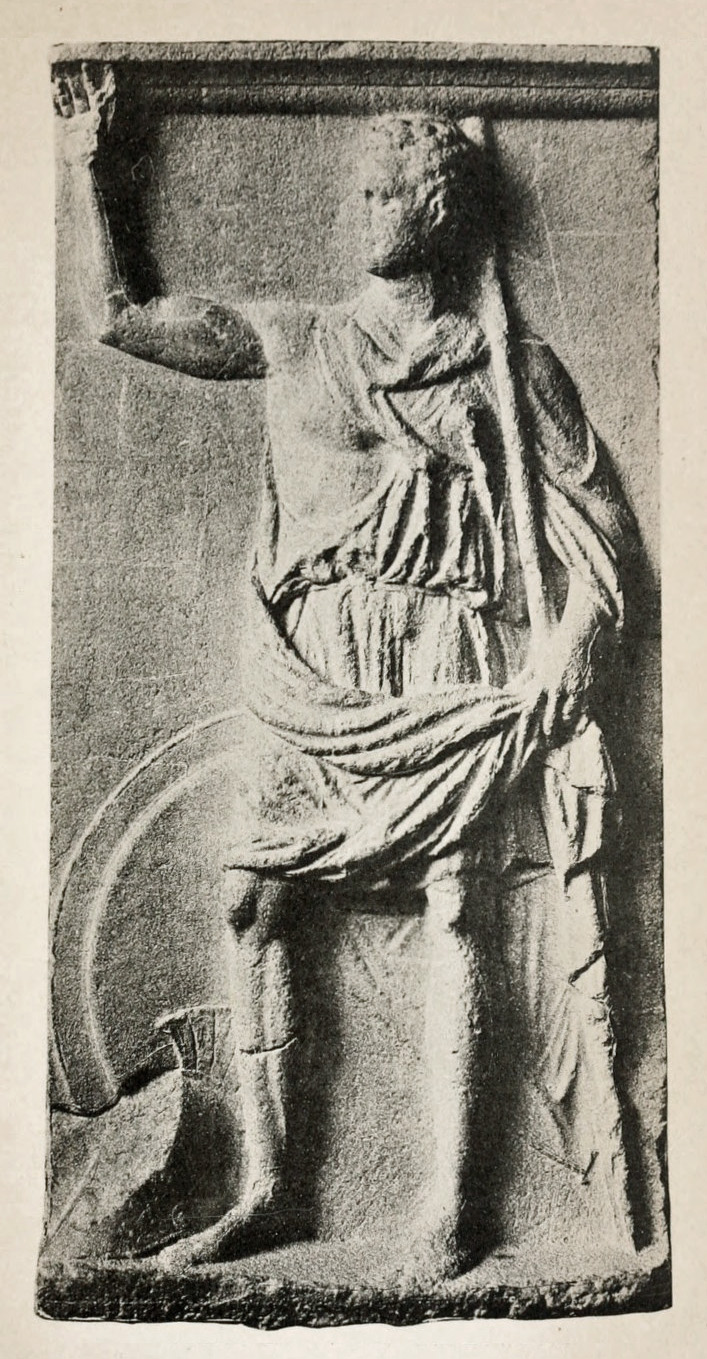
Relief föreställande Polybios.

Polybios (latin: Polybius), född omkring 203 f.Kr. i Megalopolis på Peloponnesos i Grekland, död omkring 120 f.Kr. i Afrika, var en greko-romersk militär, historiker, författare. 
Polybios utnämndes år 170 f.Kr. till hipparch över rytteriet i achaiska förbundet. När förbundet förlorade slaget vid Pydna mot Rom år 168 f.Kr. togs 1 000 fångar som gisslan, däribland Polybios, som fördes till Italien. Han hade turen att vid 35 års ålder få bli rådgivare och praktiskt taget mentor åt Publius Scipio Aemilianus och följde med denne på resor i Spanien, Gallien och Afrika, där han tros ha avlidit år 120 f.Kr.

## Biografi
Polybios föddes omkring år 200 f.Kr. i Megalopolis i Arkadien. Hans far, Lykortas, stod i nära vänskapsförhållande till Filopoimen, vilken han även efterträdde som huvudman (strateg) för akeiska förbundet. På grund av dessa förhållanden blev Polybios tidigt införd i såväl politiska som militära angelägenheter. 
Han var med bland de 1 000 aristokratiska akéer som år 166 f.Kr. fördes till Rom som gisslan och kvarhölls där i 17 år. Under denna långa tid hade Polybios goda möjligheter att förvärva grundlig kännedom om romerska förhållanden och att knyta vänskapsband med många bland de mäktiga i Rom, företrädesvis Lucius Aemilius Paullus och dennes adoptivson Publius Scipio Aemilianus. Det romerska väldets storhet och utveckling gjorde ett mäktigt intryck på Polybios, för vilken det stod klart att Greklands politiska självständighet inte i längden kunde upprätthållas. 
Lätt nog förlikade han sig därför med tanken att se sitt fädernesland uppgå i det romerska världsväldet, där det på grund av sin höga bildning i alla händelser skulle komma att inta en framstående plats. Då Scipio utverkat de tillfångatagna akéernas frigivning (150 f.Kr.), återvände Polybios till fäderneslandet, men följde kort efteråt Scipio på hans afrikanska fälttåg. Grekland återsåg han igen nästan samtidigt med Korinths förstöring (146 f.Kr.) och använde med framgång sitt inflytande till att mildra de olyckor som åtföljde den romerska erövringen. 
Romarna själva gav honom det förtroendefulla uppdraget att resa omkring till de grekiska städerna för att bilägga stridigheterna och förlika sinnena med sakernas nya ordning. En mängd ärestoder och andra hedersbevisningar till honom bär vittne om det för romarna tillfredsställande sätt han löste denna svåra uppgift. 
Den återstående delen av sitt liv ägnade han åt fullbordandet av sitt stora historiska verk, för vilket ändamål han vistades dels i Rom, dels på vidsträckta resor. Efter dess avslutning återvände han till sitt fädernesland.

## Utmärkelser
Asteroiden 6174 Polybius är uppkallad efter honom.

## Verk
Polybios historiska verk, avfattat i 40 böcker (Historiai) är en romersk historia, för så vitt som Rom och den romerska politiken är dess medelpunkt, men det är även vad Polybios såg som en världshistoria, såtillvida som det omfattar just den tid under vilken den romerska staten utvecklade sig till ett världsvälde, samt med uppmärksamhet följer tilldragelser och förhållanden inom alla de stater som Rom kom i beröring med genom sina erövringskrig, bland annat i Karthago, Grekland och Makedonien samt seleukiderriket och Egypten. 
Sedan de båda första böckerna redogör för första puniska kriget och de närmast följande tilldragelserna i Afrika och Grekland, ger de 38 övriga en utförlig synkronistisk framställning av den märkvärdiga tidrymden 220–146 f. Kr., då Rom grundlade sitt välde kring Medelhavets alla kuster. Polybios betecknar själv sitt verk som pragmatisk historia. Det är främst skrivet för hans egna grekiska landsmän, vilka han genom att framhålla exempel av romarnas dygd och det romerska statsskickets överlägsna förträfflighet bjuder till att försona med deras hårda öde. 
Polybios arbete bygger på omsorgsfull källforskning och grundlig kännedom om politiska och militära förhållanden, vilket han själv framhäver vikten av. Hans skrifter har varit en viktig källa för senare författare, bland annat Livius, och ses även idag som en viktig källa till Roms historia. Av arbetets 40 böcker finns de fem första, som täcker tiden fram till och med slaget vid Cannae år 216 f.Kr., fullständigt i behåll och av de övriga fragment kopierade av bysantinska excerptatorer, men dessa mycket betydande. Speciellt kan nämnas den sjätte boken, som behandlar det romerska statsskicket, och i modern tid bland annat influerat USA:s konstitution.

## Verkförteckning
Polybios verk handlar bland annat om följande:
- Det första puniska kriget, efter att ha konsulterat:
  - Filinos av Agrigent (som förmodligen var personligt vittne)
  - Fabius Pictor
- Det andra puniska kriget efter att ha konsulterat:
  - Historikern Sosylos från Sparta (Hannibal Barkas lärare i grekiska, som levde i lägret vid Cannae) år 216 f.Kr.
  - Silenos av Kale Akte, också grek, som också följde Hannibal Barkas på hans härtåg.